# Surdila-Greci
Surdila-Greci é uma comuna romena localizada no distrito de Brăila, na região de Muntênia. A comuna possui uma área de 89.55 km² e sua população era de 1550 habitantes segundo o censo de 2007.